# Brothers of St. Joseph the Worker
Brothers of St. Joseph the Worker  (die „Brüder vom hl.  Joseph dem Arbeiter“, Ordenskürzel: BSJW) ist eine Brüdergemeinschaft in der römisch-katholischen Kirche.

## Ordensregeln
Sie richten sich nach den drei evangelischen Räten Armut, Keuschheit und Gehorsam und legen ein Gelübde ab. Sie leben in mehreren Brüdergemeinschaften nach der Ordensregel des Regulierten Dritten Ordens der Franziskaner. Jedes Mitglied widmet seine Arbeit  der  Jungfrau Maria, dem hl. Joseph von Nazareth (dem Arbeiter) und dem hl. Franz von Assisi. Alle Ordensangehörige haben sich zur täglichen Feier der Eucharistie, zum täglichen Gebet, zur Meditation und dem Rosenkranzgebet verpflichtet.

## Die Brüdergemeinschaft
Das Haupthaus der Brüdergemeinschaft befindet sich in Cleveland, hier wurde die Ordensgemeinschaft am 1. Mai 1979 ins Leben gerufen. Ihren Dienst versehen die Brüder in Pfarreien, Schulen und weiteren kirchlichen Institutionen in der  Diözese Cleveland. Die Arbeitsschwerpunkte liegen in der Übermittlung des Evangeliums, der Lebensunterstützung sowie der Weitergabe von Lebenserfahrungen. Einige Brüder arbeiten in Uganda und in Indien.

## Die Insignien
Im Kennzeichen der Brüdergemeinschaft steht ein Weihrauchfass mit sich erhebenden Rauch, dieses soll das Gebet symbolisieren. Das Werkzeug des Zimmermanns (Axt und Säge) stellt die Verbundenheit zum hl. Joseph von Nazareth dar. Das in der Mitte stehende  Kreuz von San Damiano, das Symbol der Franziskaner, soll auf die demütige Einfachheit hinweisen.